# Pilibhit (distrikt)
Pilibhit (hindi: ज़िला पीलीभीत, urdu: ضلع پیلی بھیت) er et distrikt i den indiske delstat Uttar Pradesh. Distriktets hovedstad er Pilibhit.

## Demografi
Ved folketællingen i 2011 var der 2,037,225 indbyggere i distriktet, mod 1,645,183 i 2001. Den urbane befolkningen udgør 17,43 % af befolkningen.
Børn i alderen 0 til 6 år udgjorde 14,58 % i 2011 mod 19,73 % i 2001. Antallet af piger i den alder per tusinde drenge er 940 i 2011.